# Louise Erdrich
Œuvres principales
- Love Medicine (1984)
- Dernier rapport sur les miracles à Little No Horse (1999)
- Ce qui a dévoré nos cœurs (2005)
- La Malédiction des colombes (2008)
- Dans le silence du vent (2012)
- Celui qui veille (2021)

Karen Louise Erdrich, née le 7 juin 1954 à Little Falls dans l'État du Minnesota, est une écrivaine américaine, auteure de romans, de nouvelles, de poésies, de critique littéraire et de littérature d'enfance et de jeunesse. Récompensée par de multiples prix, dont le National Book Critics Circle Award for Fiction pour son premier roman Love Medicine (1984) ou le prix Pulitzer pour Celui qui veille (2021), elle l'une des figures les plus emblématiques du courant littéraire de la Renaissance amérindienne.

## Biographie

### Enfance
Louise Erdrich naît le 7 juin 1954 à Little Falls dans le Minnesota. Elle est la fille de Rita Gourneau Erdrich, une Ojibwa (famille des Chippewa) d'origine française, et de Ralph Erdrich, un germano-américain,.
Elle grandit dans le Dakota du Nord, à Wahpeton, au pays des Indiens Chippewa ou Ojibwés, dans la Prairie, près de la frontière canadienne,,.
Ses parents travaillent au Bureau des affaires indiennes et enseignent en internat pour le Turtle Mountain Band of Chippewa Indians (en),. Ils possèdent peu de livres mais l'emmènent souvent à la bibliothèque. Son père lui récite également des poèmes. Il lui donne en outre une pièce de cinq cents à chaque fois qu’elle écrit une histoire. 
Parmi ses grands-parents, on relève Patrick Gourneau et Aza Erdrich. Le premier, grand-père maternel de l'autrice, maraîcher et membre du conseil de la réserve indienne de Turtle Mountain encourage, tout comme ses parents, son amour de la langue.
Louise Erdrich est l'aînée de sept enfants. Deux de ses sœurs sont également écrivaines : Lise Erdrich et Heid E. Erdrich (en) (née en 1963). Elle a quatre autres frères et sœurs : Mark, pharmacien ; Louis, ingénieur du service de santé indien, menuisier, vigneron et brasseur de bière ; Ralph David, infirmier gestionnaire du service de santé indien ; et la plus jeune, Angie, pédiatre du service de santé indien.

### Formation
Après ses études secondaires, elle est acceptée par le Dartmouth College de 1972 à 1976. Elle fait partie de la première promotion de femmes admises à cet établissement universitaire. Au cours de sa première année, elle rencontre Michael Dorris, anthropologue, d'ascendance en partie Modoc, qui prend la direction du nouveau programme d'études amérindiennes,. Alors qu'elle suit le cours de Michael Dorris, Louise Erdrich commence à s'intéresser à sa propre ascendance, ce qui inspirera son œuvre littéraire. Elle obtient le Bachelor of Arts en littérature anglaise.
Pendant ses études, elle occupe différents emplois dont serveuse et rédactrice pour le journal du Boston Indian Council, The Circle,.
Après son diplôme du Dartmouth College, elle travaille au sein du programme Poets in the Schools du Dakota du Nord. Elle voyage à travers l'état pour parler de la poésie dans les écoles et les prisons.
En 1978, elle quitte son travail car elle est acceptée au sein du programme de Master of Arts à l'Université Johns Hopkins à Baltimore. Elle y écrit des poèmes et des histoires intégrant son héritage, dont beaucoup feront plus tard partie de ses livres.
Une fois son Master of Arts en poche, elle retourne au Dartmouth College en tant qu'écrivaine en résidence.

### Carrière
Louise Erdrich reste en contact avec Michael Dorris. Bien que ce dernier fasse des recherches en Nouvelle-Zélande alors que l'autrice vit à Boston, ils commencent à collaborer sur des nouvelles, dont une intitulée The World's Greatest Fisherman. La nouvelle remporte en 1982 cinq mille dollars au concours de fiction Nelson Algren. L'autrice déclare lors d'une interview : « Quand j'ai découvert le prix, je vivais dans une ferme du New Hampshire, près de l'université que j'avais fréquentée. J'étais presque fauchée (...). Ma mère tricotait mes pulls et tout ce que j'achetais dans les friperies (...). La reconnaissance m'a éblouie. Plus tard, je me suis lié d'amitié avec Studs Terkel et Kay Boyle, les juges, envers qui je porte une gratitude éternelle. Ce prix a fait une immense différence dans ma vie ».
Louise Erdrich développe cette nouvelle pour en faire un roman, Love Medicine (1984), qui remporte le National Book Critics Circle Award for Fiction ainsi que le prix du meilleur roman décerné par le Los Angeles Times,.   La thématique est déclinée sur plusieurs romans indépendants renvoyant l'un aux autres, dans une suite qui comprend Le pique-nique des orphelins (1986), La forêt suspendue (1988) et Bingo Palace (1994). Les romans racontent la vie de quatre générations d'une famille amérindienne, « tissant ensemble leurs expériences, rêves, souvenirs et visions » ainsi que leurs efforts pour conserver leurs terres et leurs traditions. La série se termine avec Tales of Burning Love (1997), lauréat du Minnesota Book Award,,. L'action de ses romans se déroule principalement dans une réserve du Dakota du Nord entre 1912 et l'époque présente. Ils relèvent en partie du courant réalisme magique, avec une figure de trickster (fripon), et parfois du roman picaresque.
Louise Erdrich publie également en 1984 un recueil de poèmes intitulé Jacklight. Les poèmes du recueil sont centrés sur le conflit entre les cultures autochtones et non autochtones. Mais elle évoque également les liens familiaux et les légendes ojibwa.
En 1989, elle publie un second recueil de poésie, Baptism of Desire, qui évoque la spiritualité et une forme hybride de religion, mi-catholique mi-autochtone telle que l'a vécue enfant l'autrice. Certains poèmes, que Louise Erdrich a rédigés enceinte, parlent également de la maternité et des enfants.
En 1991, Louise Erdrich et Michael Dorris, après avoir rédigé un certain nombre de textes ensemble, notamment des contes domestiques sous le pseudonyme commun de Milou North, publient un roman appelé La Couronne perdue. Le livre raconte l'histoire d'amour d'un couple parti en quête de vérité sur la vie de Christophe Colomb,.
En 1998, L'Épouse antilope, son premier roman après son divorce avec Michael Dorris, est également le premier de ses romans à se dérouler en dehors de la continuité des livres précédents. Le livre lui vaut sa troisième nomination au National Book Award. Elle est également lauréate du prix world fantasy. Elle révisera ensuite l'histoire qui sortira sous le titre The Antelope Woman en 2016.
Elle publie ensuite Dernier rapport sur les miracles à Little No Horse (2001), qui sera finaliste du National Book Award et lauréat du Minnesota Book Award, et La chorale des maîtres bouchers (2003),. Les deux romans ont des liens géographiques et de caractère avec sa série de romans consacrée à la vie d'une famille amérindienne dans la réserve indienne Ojibwe du Dakota du Nord,.
En 2003, elle publie également un troisième recueil de poèmes : Original Fire: New and Selected Poems. Il comprend de nombreux poèmes des deux premiers recueils ainsi que de nouveaux poèmes sur des sujets familiers.
En 2004 est publié Four souls. Ce livre est dans la lignée des précédents : il suit les mêmes procédés narratifs (plusieurs narrateurs et des personnages centraux avec des qualités opposées) et se situe dans l'univers amérindien.
Ce qui a dévoré nos cœurs, publié en 2005, est lauréat du Minnesota Book Award. Il raconte l'histoire d'une femme qui devient obsédée par le passé de ses ancêtres indiens,,.
Elle remporte ensuite une nouvelle fois le Minnesota Book Award avec La malédiction des colombes (2008). Elle est également finaliste du prix Pulitzer. Le livre raconte le lynchage, dans le Dakota du Nord, en 1911, de quatre Indiens innocents, accusés de l'assassinat d'une famille de fermiers blancs, et le souvenir de ce drame qui demeure,.
En 2009, elle publie un recueil de nouvelles, La Décapotable rouge. Les personnages, torturés, sont souvent des Indiens qui ont des difficultés d'insertion dans la société américaine contemporaine.
En 2010, elle publie Le jeu des ombres. Le livre est différent des précédents puisqu'il n'est pas basé sur la culture amérindienne. Il s'agit d'un thriller conjugal entre un homme et une femme du Minnesota, parents de trois jeunes enfants.
Dans le silence du vent parait en 2012. Le livre raconte le viol d'une mère au cœur des réserves indiennes du Dakota, sous la forme d'un polar, et met en exergue les inégalités juridiques subies par les Indiens. Elle obtient le National Book Award ainsi que le American Book Awards,.
En 2016 est publié LaRose, une histoire de deuil au sein de deux familles d'une réserve du Dakota du Nord. Le livre évoque également le génocide des communautés des Grandes Plaines à la fin du XIXe siècle. Il remporte le National Book Critics Circle Award.
L'Enfant de la prochaine aurore sort en 2017. Il s'agit du seizième roman de Louise Erdrich qui se présente sous la forme d’un journal intime à visée mémorielle destiné à l’enfant à naître. Il dépeint une société américaine totalitaire qui contrôle désormais les naissances. Le personnage principal, Cedar, est une amérindienne. Le livre, que l'autrice avait commencé en 2001, évoque aussi le réchauffement climatique.
En 2020 est publié Celui qui veille. Le livre est lauréat du prix Pulitzer en 2021. Il raconte la double histoire, inspirée de la lecture de lettres de son grand-père, d'un veilleur de nuit à l’usine de pierres d’horlogerie située à proximité de la réserve ojibwa de Turtle Mountain, et d'une jeune ouvrière cherchant à s'émanciper de sa tribu et à protéger sa sœur dont elle est sans nouvelles. Le veilleur décide de s'opposer à la résolution votée par le gouvernement fédéral tentant de mettre fin aux droits des Amérindiens via une politique d'assimilation forcée , comme l'avait fait le grand-père maternel de Louise Erdrich au moment de sa naissance en envoyant de nombreuses lettres aux politiciens de Washington dans le but de sauver sa tribu de la destruction,. « Je me suis éloigné du clan Turtle Mountain en me sentant profondément ému, ces personnages me manquaient comme s'il s'agissait de vraies personnes que je connaissais » écrit le journaliste du New York Times.
En 2021 elle publie La sentence, qui raconte l'histoire d'une librairie de Minneapolis hantée par un ancien client décédé, sur fond de pandémie de COVID-19 et du meurtre de George Floyd et des manifestations qui en ont résulté. Le livre évoque également les difficultés liées à la vente de livres ainsi que la vie des Amérindiens et des détenus en prison. Le livre reçoit le prix Femina en 2023,. Il est publié à la fin de l'année 2023 en France,.

#### Littérature jeunesse
Louise Erdrich écrit également à destination des enfants et adolescents. Elle réalise en 1996 et 2002 deux livres d'images pour enfants : Grandmother's Pigeon et The Range Eternal,. Elle publie également une série pour adolescents qui explore le monde changeant des Amérindiens à travers les yeux des enfants et qui est composée de cinq livres : le cycle The Birchbark House. Le premier tome, Omakayas, publié en 1999, est finaliste du National Book Award,. Sortent ensuite en 2005 Le jeu du silence, lauréat du Scott O'Dell Award for Historical Fiction, puis The Porcupine Year (2008), Chickadee (2012) et Makoons (2016),,,,.

#### Autres ouvrages
Enfin, outre la fiction et de la poésie, Louise Erdrich publie également des non-fictions. The Blue Jay's Dance (1995) parle de sa grossesse et de la naissance de son troisième enfant. Books and Islands in Ojibwe Country (2003) est un récit de voyage publié par National Geographic en 2003 qui retrace son périple dans le Minnesota et l'Ontario.

### Prix et critiques
Louise Erdrich reçoit de nombreuses récompenses au cours de sa carrière, dont le National Book Critics Circle Award (1984) et le prix du meilleur roman décerné par le Los Angeles Times (1985) pour Love Medicine, le prix world fantasy (1999) pour L'épouse antilope, le National Book Award (2012) et l'American Book Awards (2013) pour Dans le silence du vent, une nouvelle fois le National Book Critics Circle Award (2016) pour LaRose, le prix Pulitzer (2021) pour Celui qui veille, ou encore le prix Femina (2023) pour La sentence,,,,,,.
Louise Erdrich est souvent comparée à Toni Morrisson : « Louise Erdrich est, aux Indiens d’Amérique, ce que Toni Morrison est aux Afro-Américains : elle écrit pour ravauder l’identité déchirée de ces communautés qui, au cœur des Grandes Plaines, vivent sur les décombres d’une culture mutilée. »,. Elle est aussi considérée par Philip Roth comme l'une des plus grands écrivains américains,.

### Vie privée
Elle rencontre Michael Dorris, un autre auteur de la Renaissance amérindienne, au Dartmouth College. Ils se marient en 1981. Elle adopte les trois enfants de son mari, Reynold Abel, Jeffrey Sava et Madeline Hannah, que Michael Dorris avait lui-même adoptés dans les années 1970 alors qu'il était célibataire. Tous les trois sont nés dans des réserves indiennes en étant atteints d'intoxication éthylique dû à l'alcoolisme de leur mère naturelle. À l'âge de 22 ans, Michael Dorris avait notamment adopté Reynold Abel, atteint du syndrome d'alcoolisation fœtale, souffrant de graves troubles de l'apprentissage et de crises d'épilepsie. Michael Dorris et Louise Erdrich donnent également naissance à trois filles : Persi Andromeda, Pallas Antigone et Aza Marion. Le couple est en instance de divorce quand Michael Dorris se suicide en avril 1997.
En janvier 2001, elle donne naissance à sa première fille biologique, Azure. Le père de l'enfant, dont elle cache l'identité, est Ojibwe.
Depuis de nombreuses années, Louise Erdrich vit à Minneapolis où elle tient une libraire, Birchbark Books, consacrée aux cultures amérindiennes, qu'elle a ouverte en 2001.
Bien que la presse montre un couple littéraire fort, Louise Erdrich et son mari Michael Dorris font face à des difficultés, notamment avec la mort de leur fils aîné adoptif, Reynold Abel, dans un accident de voiture en 1992,.
Puis leur second fils adoptif Sava est accusé d'avoir essayé d'extorquer 15 000 $ à ses parents en 1994, mais ne sera pas condamné. Il sera ensuite envoyé en prison pour tentative de meurtre contre sa petite amie mais sera acquitté,. Les relations du couple se détériorent en 1995 quand Louise Erdrich loue un appartement pour y travailler au calme et finit par y emménager définitivement. Cette situation pousse le couple à entamer une procédure de divorce.
Enfin, au moment de son décès, Michael Dorris fait l'objet d'une enquête à Minneapolis ouverte en 1996 à la suite des allégations d'abus sexuels sur « une ou plusieurs » de ses filles. Ce dernier expliquera dans une lettre trouvée après sa mort que son suicide est dû aux accusations portées contre lui. Dans son testament, il exclut son ex-femme et ses enfants adoptifs vivants. En 1997, après la mort de Michael Dorris, sa fille adoptive Madeline Hannah affirme que son père l'a agressée sexuellement et que Louise Erdrich a négligé de mettre fin à l'abus.
Louise Erdrich reste discrète devant la presse sur ces sujets.

## Œuvres

### Éditions originales

#### Romans
- Love Medicine, New York, H. Holt and Co. (réimpr. 1989, 2001, 2005, 2016) (1re éd. 1984), 275 p. (ISBN 9780805017168, OCLC 654962200),
- The Beet Queen (1986) Publié en français sous le titre La Branche cassée, traduction tronquée par Marianne Véron, Paris, Robert Laffont, coll. « Pavillons », 1988 Publié en français sous le titre Le Pique-nique des orphelins, traduction intégrale par Isabelle Reinharez, Paris, Albin Michel, 2016 (ISBN 978-2-226-31944-9) ; réédition, Le Livre de Poche, coll. « Biblio » no 34810, 2018 (ISBN 978-2-253-07368-0)
- Tracks (1988) Publié en français sous le titre La Forêt suspendue, traduit par Mimi Perrin, Paris, Robert Laffont, coll. « Pavillons », 1990
- The Crown of Columbus (1991), écrit en collaboration avec Michael Dorris Publié en français sous le titre La Couronne perdue, traduit par Dora Pastré, Paris, Robert Laffont, coll. « Best-sellers », 1992
- The Bingo Palace (1994) Publié en français sous le titre Bingo Palace, traduit par Marianne Véron, Paris, Robert Laffont, coll. « Pavillons », 1996 ; réédition, Paris, Robert Laffont, coll. « Pavillons poche », 2022 (ISBN 978-2-221-25973-3)
- Tales of Burning Love (1996)  (ISBN 978-0061767999)
- The Antelope Wife (1997) Publié en français sous le titre L’Épouse antilope, traduit par Isabelle Reinharez, Paris, Robert Laffont, 1996
- The Last Report on the Miracles at Little No Horse (2001) Publié en français sous le titre Dernier Rapport sur les miracles à Little No Horse, traduit par Isabelle Reinharez, Paris, Albin Michel, coll. « Terres d’Amérique », 2003 ; réédition, LGF, coll. « Le Livre de poche » no 31400, 2009 (ISBN 978-2-253-12461-0)
- The Master Butcher's Singing Club (2003) Publié en français sous le titre La Chorale des maîtres bouchers, traduit par Isabelle Reinharez, Paris, Albin Michel, coll. « Terres d'Amérique » 2005 ; réédition, LGF, coll. « Le Livre de poche » 2007 (ISBN 978-2-253-12147-3)
- Four Souls (2004)
- The Painted Drum (2005) Publié en français sous le titre Ce qui a dévoré nos cœurs, traduit par Isabelle Reinharez, Paris, Albin Michel, coll. « Terres d'Amérique » 2007 ; réédition, LGF, coll. « Le Livre de poche » no 31787, 2010 (ISBN 978-2-253-12460-3)
- The Plague of Doves (2008) Publié en français sous le titre La Malédiction des colombes, traduit par Isabelle Reinharez, Paris, Albin Michel, coll. « Terres d'Amérique » 2010 ; réédition, LGF, coll. « Le Livre de poche » no 32488, 2012 (ISBN 978-2-253-16660-3)
- Shadow Tag (2010) Publié en français sous le titre Le Jeu des ombres, traduit par Isabelle Reinharez, Paris, Albin Michel, coll. « Terres d'Amérique », 2012 ; réédition, LGF, coll. « Le Livre de poche » no 33308, 2014 (ISBN 978-2-253-19482-8)
- The Round House (2012) Publié en français sous le titre Dans le silence du vent, traduit par Isabelle Reinharez, Paris, Albin Michel, coll. « Terres d’Amérique » 2013 ; réédition, LGF, coll. « Le Livre de poche » no 33874, 2015 (ISBN 978-2-253-08714-4)[68]
- Antelope woman (2016)  (ISBN 978-0062375285)
- LaRose (2016) Publié en français sous le titre LaRose[69],[70], traduit par Isabelle Reinharez, Paris, Albin Michel, coll. « Terres d’Amérique » 2018,  (ISBN 978-2-226-32598-3) ; réédition, Librairie générale française, coll. « Le Livre de Poche » no 35563, 2019 (ISBN 978-2-253-24063-1)
- Future Home of the Living God (2017)[71],[72] Publié en français sous le titre L'Enfant de la prochaine aurore, traduit par Isabelle Reinharez, Paris, Albin Michel, coll. « Terres d’Amérique », 403 pages, 2021 (ISBN 978-2-2264-3890-4) ; réédition, Le Livre de Poche no 36598, 2022 (ISBN 978-2-253-93688-6)
- The Night Watchman (2020) Publié en français sous le titre Celui qui veille, traduit par Sarah Gurcel Vermande, Paris, Albin Michel, coll. « Terres d’Amérique », 560 pages, 2022 (ISBN 978-2-2264-5599-4)[73] ; réédition, LGF, coll. « Le Livre de Poche » no 36970, 2023 (ISBN 978-2-253-94171-2)
- The Sentence (2021), HarperCollins,  (ISBN 9780062671127)Publié en français sous le titre La Sentence, traduit par Sarah Gurcel Vermande, Paris, Albin Michel, coll. « Terres d’Amérique », 448 pages, 2023 (ISBN 978-2-226-47490-2)
- The Mighty Red (2024)
- (Tracks (1988) et Four souls (2004)) Publié en français sous le titre Comme des pas dans la neige, traduit par Michel Lederer, Paris, Albin Michel, coll. « Terres d’Amérique », 434 pages, 2024 (ISBN 978-2-2264-6965-6)

#### Recueils de nouvelles
- The Red Convertible : Selected and New Stories, 1978-2008, New York, HarperCollinsPublishers, 2009, 516 p. (ISBN 9780061720253, OCLC 1466614587, lire en ligne) Publié en français en deux volumes: La Décapotable rouge, Paris, Albin Michel, 2012 et Femme nue jouant Chopin, traduit par Isabelle Reinharez, Paris, Albin Michel, coll. « Terres d'Amérique » 2014 ; réédition, La Décapotable rouge, Paris, LGF, coll. « Le Livre de poche » no 33318, 2014  (ISBN 978-2-253-19483-5) et Femme nue jouant Chopin, Paris, LGF, coll. « Le Livre de poche » no 34369, 2017  (ISBN 978-2-253-07065-8)

#### Recueils de poésie
- Jacklight (1984)
- Baptism of Desire (1989)
- Original Fire: Selected and New Poems (2003)

#### CycleBirchbark House
- The Birchbark House (1999)  Publié en français sous le titre Omakayas, traduit par Frédérique Pressman, Paris, L'École des loisirs, coll. « Médium », 2002 (ISBN 2-211-05544-3)
- The Game of Silence (2005) Publié en français sous le titre Le Jeu du silence, traduit par Frédérique Pressman, Paris, L'École des loisirs, coll. « Médium », 2008 (ISBN 978-2-211-08360-7)
- The Porcupine Year (2008)
- Chickadee (2012)
- Makoons (2016)

#### Autres ouvrages de littérature d'enfance et de jeunesse
- Grandmother's Pigeon (1996)
- The Range Eternal (2002)

#### Autres publications
- Imagination (1982)
- Route Two (1990), écrit en collaboration avec Michael Dorris
- The Falcon (1995)
- The Blue Jay’s Dance: A Birthyear (1995)
- Books and Islands in Ojibwe Country (2003)

### Éditions francophones

#### Romans
- Love Medicine [« L'Amour sorcier »] (trad. Isabelle Perrin &  Mimi Perrin,), Paris, France, Robert Laffont, coll. « Pavillons », 1986, 255 p. (ISBN 9782221047484),
- Love Medicine [« Love Medicine »] (trad. Isabelle Reinharez), Paris, France, Albin Michel, 2008, 400 p. (ISBN 978-2226188700)

## Récompenses notables
- National Book Critics Circle Awards : 1984 : Love Medecine
- Los Angeles Times Book Prize : 1985 : Love Medecine
- American Book Awards : 1985 : Love Medecine
- O. Henry Awards : 1987 : Fleur, Esquire magazine
- Prix World Fantasy du meilleur roman : 1999 : L'Épouse antilope
- National Book Awards : 2012 : Dans le silence du vent
- National Book Critics Circle Awards : 2016 : LaRose
- Prix Pulitzer de la fiction : 2021 : Celui qui veille[74],[75]
- Prix Femina étranger : 2023 : La Sentence

## Pour approfondir

#### Notices dans des encyclopédies et manuels de références
- (en-US) Kenneth M. Roemer (dir.) et Peter G. Beidler (rédacteur), DLB 175 : Native American Writers of the United States, Detroit, Michigan, Gale Research, 1997, 414 p. (ISBN 9780810399389, OCLC 36084574, lire en ligne), p. 84-100,
- (en-US) Marian Armstrong (dir.), Popular Contemporary Writers, vol. 5 : Louise Erdrich - Thomas Harris, New York, Marshall Cavendish Reference, 2005, 723 p. (ISBN 9780761476054, lire en ligne), p. 581-594,
- (en-US) Emmanuel S. Nelson (dir.), The Greenwood Encyclopedia of Multiethnic American Literature, vol. 2 : D-H, Westport, Connecticut, Greenwood Press, 2005, 1043 p. (ISBN 9780313330612, lire en ligne), p. 668-672,
- (en-US) Professor Steven G Kellman PH.D (dir.), Magill's Survey of American Literature, vol. 2 : Cisneros-Guare, Pasadena, Californie, Salem Press (réimpr. 2009) (1re éd. 2006), 500 p. (ISBN 9781587654336, lire en ligne), p. 740-751,

#### Essais et biographies
- (en-US) Jennifer Fleischner, A Reader's Guide to the Fiction of Louise Erdrich : Love Medicine, The Beet Queen, Tracks, The Bingo Palace, New York, HarperPerennial, 1994, 20 p. (ISBN 9780060993191, OCLC 38561171, lire en ligne),
- (en-US) Peter G. Beidler et Gay Barton, A Reader's Guide to the Novels of Louise Erdrich, Columbia, Missouri, University of Missouri Press (réimpr. 2006) (1re éd. 1999), 464 p. (ISBN 9780826216700, OCLC 65400532, lire en ligne),
- (en-US) Lorena L. Stookey, Louise Erdrich : A Critical Companion, Westport, Connecticut, Greenwood Press, coll. « Critical Companions to Popular Contemporary Writers », 1999, 192 p. (ISBN 9780313306129, OCLC 40848664, lire en ligne),
- (en-US) Connie A. Jacobs, The Novels of Louise Erdrich : Stories of Her People, New York, Peter Lang, coll. « American Indian Studies » (no 11), 2001, 292 p. (ISBN 9780820440279, OCLC 44516657, lire en ligne),
- (en-US) Greg Sarris (dir.), Connie A. Jacobs (dir.) et James Richard Giles (dir.), Approaches to Teaching the Works of Louise Erdrich, New York, Modern Language Association of America, coll. « Approaches to Teaching World Literature » (no 83), 2004, 284 p. (ISBN 9780873529143, OCLC 56066412, lire en ligne),
- (en-GB) David Stirrup, Louise Erdrich, Manchester, Royaume-Uni, Manchester University Press, coll. « Contemporary American and Canadian Writers » (réimpr. 2012) (1re éd. 2010), 256 p. (ISBN 9780719074271, OCLC 1010560059, lire en ligne),

#### Articles anglophones
- Catherine Rainwater, « Reading between Worlds: Narrativity in the Fiction of Louise Erdrich », American Literature, vol. 62, no 3,‎ septembre 1990, p. 405-422 (18 pages) (lire en ligne ),
- Lydia A. Schultz, « Fragments and Ojibwe Stories: Narrative Strategies in Louise Erdrich's "Love Medicine" », College Literature, vol. 18, no 3,‎ octobre 1991, p. 80-95 (16 pages) (lire en ligne ),
- James D. Stripes, « The Problem(s) of (Anishinaabe) History in the Fiction of Louise Erdrich: Voices and Contexts », Wicazo Sa Review, vol. 7, no 2,‎ automne 1991, p. 26-33 (8 pages) (lire en ligne ),
- Jeanne Smith, « Transpersonal Selfhood : The Boundaries of Identity in Louise Erdrich's Love Medicine », Studies in American Indian Literatures, 2e série, vol. 3, no 4,‎ hiver 1991, p. 13-26 (14 pages) (lire en ligne ),
- Annette Van Dyke, « Question of the Spirit : Bloodiness in Louise Erdrich's Chippewa Landscape », Studies in American Indian Literatures, 2e série, vol. 4, no 1,‎ printemps 1992, p. 14-27 (14 pages) (lire en ligne ),
- Susan Stanford Friedman, « Identity Politics, Syncretism, Catholicism, and Anishinabe Religion in Louise Erdrich's "Tracks" », Religion & Literature, vol. 26, no 1,‎ printemps 1994, p. 107-133 (27 pages) (lire en ligne ),
- Nancy J. Peterson, « History, Postmodernism, and Louise Erdrich's Tracks », PMLA, vol. 109, no 5,‎ octobre 1994, p. 982-994 (13 pages) (lire en ligne ),
- Margaret J. Downes, « Narrativity, Myth, and Metaphor: Louise Erdrich and Raymond Carver Talk about Love », MELUS, vol. 21, no 2,‎ été 1996, p. 49-61 (13 pages) (lire en ligne ),
- Julie Barak, « Blurs, Blends, Berdaches: Gender Mixing in the Novels of Louise Erdrich », Studies in American Indian Literatures, 2e série, vol. 8, no 3,‎ 1996, p. 49-62 (14 pages) (lire en ligne ),
- Karen Castellucci Cox, « Magic and Memory in the Contemporary Story Cycle: Gloria Naylor and Louise Erdrich », College English, vol. 60, no 2,‎ février 1998, p. 150-172 (23 pages) (lire en ligne ),
- Karla Sanders, « A Healthy Balance: Religion, Identity, and Community in Louise Erdrich's Love Medicine », MELUS, vol. 23, no 2,‎ été 1998, p. 129-155 (27 pages) (lire en ligne ),

#### Article francophone
- Macha Séry, « L’Enfant de la prochaine aurore » : Louise Erdrich ne cède pas au désespoir », Le Monde des livres,‎ 28 janvier 2021 (lire en ligne ),